# Macaca cyclopis
Khỉ đá Đài Loan (danh pháp hai phần: Macaca cyclopis) hay khỉ di Đài Loan (臺灣獼猴), khỉ ô chi (烏肢猴), là một loài động vật có vú trong họ Cercopithecidae, bộ Linh trưởng. Loài này được Swinhoe mô tả năm 1862.
Đây là loài đặc hữu của đảo Đài Loan và đã được nhập nội vào Nhật Bản. Ngoài con người, khỉ đá Formosa là loài động vật linh trưởng bản địa duy nhất sinh sống tại Đài Loan.

## Hình ảnh

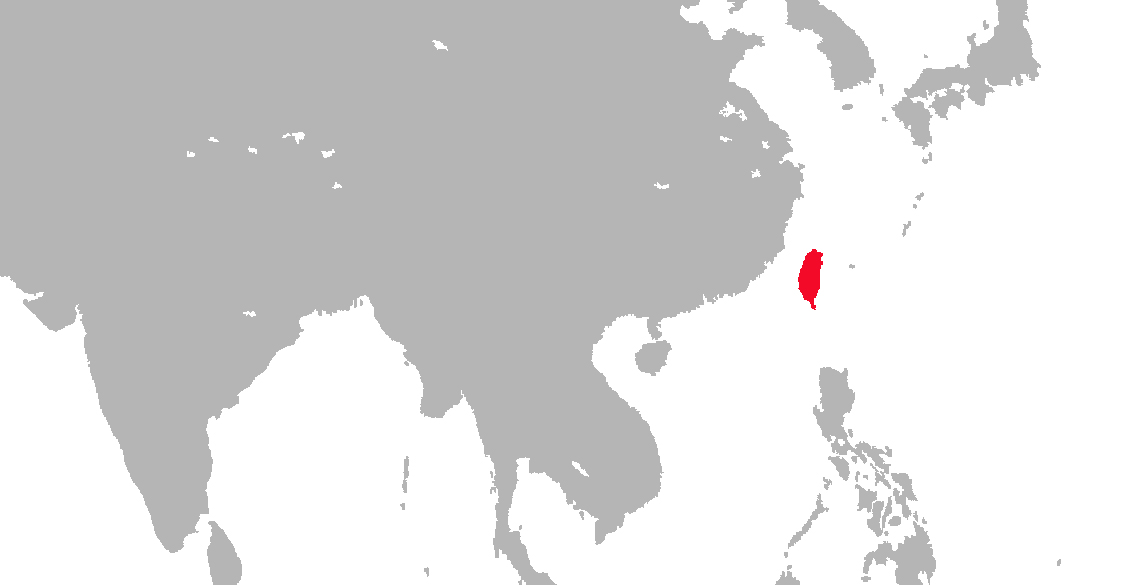
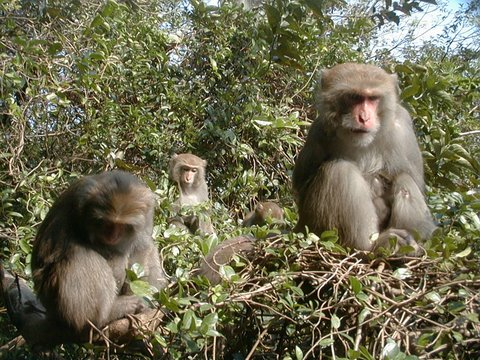
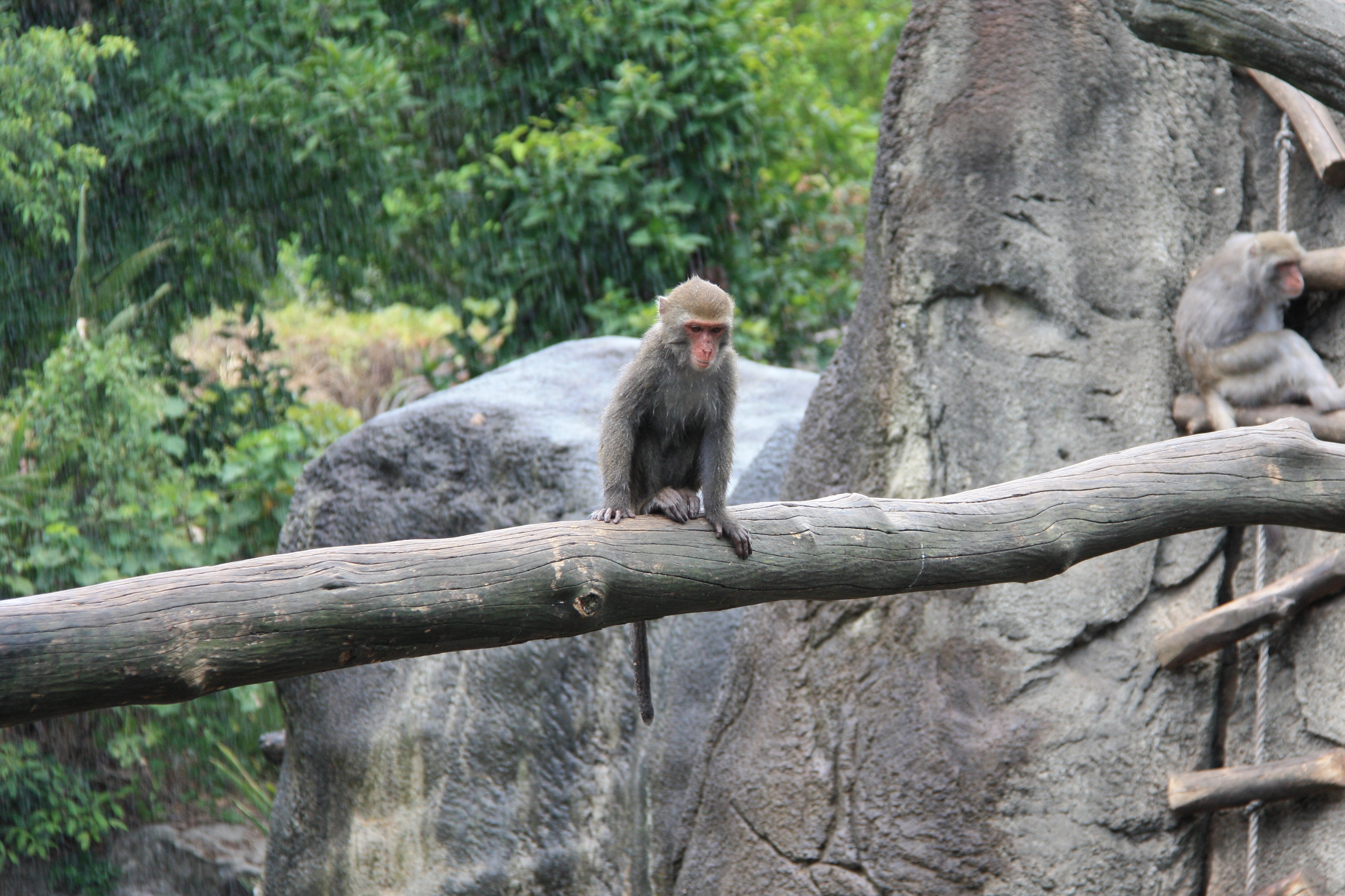
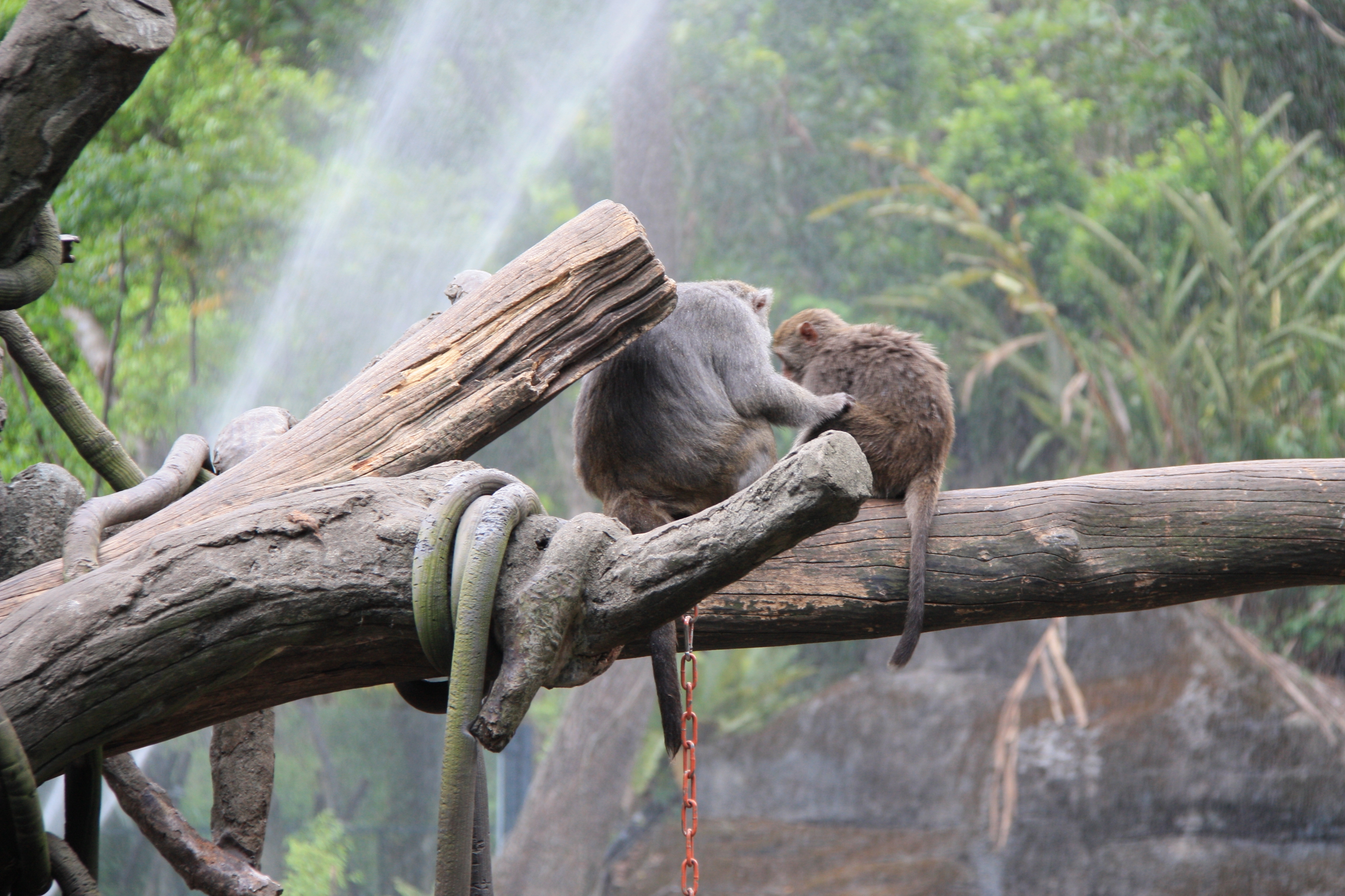

## Mô tả
Loài khỉ này thân dài 50–60 cm và cân nặng 5–12 kg, con cái thường có kích thước nhỏ. Đuôi tương đối dài 26–45 cm. Bộ lông màu nâu hoặc màu xám.